# Miłosna samba
Miłosna samba (w Polsce film nosi także tytuł Zatańcz ze mną) – amerykański melodramat z 1998.

## Fabuła
Film opowiada o Kubańczyku, Rafaelu Infante (Chayanne), który po pogrzebie swojej matki postanawia powiadomić swojego ojca o jej śmierci. John Burnett (Kris Kristofferson) mieszka na stałe w Stanach Zjednoczonych i jak dotąd nie wiedział nic o istnieniu syna. W odpowiedzi na list, przesyła mu amerykańską wizę i zaproszenie do Huston. Rafael, po przybyciu do Teksasu, otrzymuje pracę w szkole tanecznej, którą prowadzi jego ojciec. Tam też poznaje piękną Ruby Sinclair (Vanessa Williams). Znajomość ta stopniowo zamienia się w romans. Rafael postanawia wziąć udział w konkursie tańca towarzyskiego, gdzie ma także tańczyć Ruby.

## Główne role
- Vanessa Williams – Ruby Sinclair
- Chayanne – Rafael Infante
- Kris Kristofferson – John Burnett
- Joan Plowright – Bea Johnson
- Jane Krakowski – Patricia
- Harry Groener – Michael

## Nagrody i nominacje
- Nominacja w 1998: Nagroda Satelita w kategorii dla najlepszej aktorki drugoplanowej w komedii lub musicalu (Joan Plowright).